# Schwarze Trommeln
Schwarze Trommeln ist ein US-amerikanischer Abenteuerfilm aus dem Jahr 1952 von Jean Negulesco mit Dale Robertson und Anne Francis in den Hauptrollen. Der Film wurde von 20th Century Fox produziert und basiert auf dem Roman Lydia Bailey von Kenneth Roberts.

## Handlung
Im Jahr 1802 reist der Anwalt Albion Hamlin von Baltimore nach Cap Français auf Haiti, um die Unterschrift von Lydia Bailey zu erhalten, deren verstorbener Vater sein großes Anwesen der Regierung der Vereinigten Staaten hinterlassen hat. Obwohl Albion darauf hingewiesen wird, dass Haiti aufgrund des aktuellen politischen Klimas in Aufruhr ist, freut er sich auf sein Abenteuer. Als Albion das amerikanische Konsulat erreicht, wird ihm mitgeteilt, dass rivalisierende Kräfte auf der Insel es für jeden Weißen, egal ob Franzose oder Amerikaner, unsicher machen, auf der Insel zu bleiben, da Napoleon Bonaparte Haiti zurückerobern will, das um die Unabhängigkeit gekämpft hat. Albion ist jedoch entschlossen, Lydia zu finden, und so teilt ihm der Konsul, der das Konsulat auf ein im Hafen vor Anker liegendes Schiff verlegt, mit, dass sie bei Colonel Gabriel d'Autremont sei, dem wohlhabenden französischen Aristokraten, der ihr Verlobter ist. 
Nachdem er das Konsulat verlassen hat, wird der entsetzte Albion Zeuge, wie sein junger Führer Nero von Männern getötet wird, die versuchen, sein Gepäck zu stehlen. Erschüttert erreicht Albion das Stadthaus der d'Autremonts und erfährt, dass die Familie und Lydia zu ihrem Landschloss weit im Landesinneren gereist sind. Bevor er seine Reise fortsetzen kann, wird Albion bewusstlos geschlagen. Als er wieder zu sich kommt, erfährt er, dass sein Angreifer der Mann war, der ihm zuvor geholfen hatte, als Nero getötet wurde. Der gebildete, kultivierte Mann, der den Revolutionsführer Toussaint Louverture unterstützt, stellt sich als King Dick vor und erklärt Albion, dass d'Autremont mit Napoleon verbündet ist. Er erklärt auch, dass das Schloss nur über ein Gebiet erreicht werden kann, das von dem bösartigen Mirabeau kontrolliert wird, dessen Anhänger jeden töten, den sie sehen, ob schwarz oder weiß.
Albion beschließt, trotzdem zu gehen, und King Dick bietet ihm aus Gründen, die er nicht erklärt, an, ihn zu begleiten. Albion wird als Feldarbeiter getarnt, wird aber dennoch von Mirabeau und seinen Männern gefangen genommen. Albion kann entkommen und die die Plantage der d'Autremonts erreichen, wo er vom Anblick der schönen Lydia verblüfft ist. Nachdem er seine Verkleidung entfernt hat, erklärt Albion Lydia seine Mission, die wütend erklärt, dass ihr der Nachlass ihres Vaters egal sei, da er sie und ihre Mutter verlassen habe, als sie noch ein Kind war. Obwohl er über Lydias Weigerung, die Dokumente zu unterschreiben, frustriert ist, verliebt sich Albion schnell in sie. Ihre Diskussion wird durch das Erscheinen von King Dick unterbrochen, der ebenfalls Mirabeau entfliehen konnte und sich nun als Albions Diener ausgibt. D'Autremont, ein Witwer, der seinem kleinen Sohn Paul ergeben ist, ist misstrauisch gegenüber der plötzlichen Ankunft von King Dick, lässt ihn aber bleiben. Später am Abend, während die anderen einer Voodoo-Zeremonie zusehen, trifft sich d'Autremont mit La Plume, einem schwarzen General, der sich bereit erklärt, sich mit den Franzosen zu verbünden.
Lydia willigt nun doch ein, Albions Dokumente zu unterschreiben, wenn er ihre Zofe Marie mit in die USA nimmt, wo ihr Geliebter jetzt lebt. Albion ist berührt von Lydias Mitgefühl, wird jedoch erneut daran gehindert, seine Gefühle auszudrücken, als King Dick La Plume tötet. Albion und King Dick fliehen gemeinsam, und d'Autremont verlässt die Plantage, um nach Cap Français zu gehen, wo er General LeClerc, Napoleons Schwager, und dessen Frau Pauline Bonaparte trifft. Napoleons Truppen landen und in ganz Haiti beginnt ein Krieg, bei dem Toussaints Truppen gegen die Franzosen kämpfen und Mirabeaus Männer das Land verwüsten. Als Albion erfährt, dass Mirabeau auf dem Weg zur Plantage ist, trennt er sich von King Dick und erreicht das Haus rechtzeitig, um Lydia, Marie und d'Autremonts Sohn Paul zu retten. Wieder tarnt er sich als Feldarbeiter. Auch Lydias und Pauls Haut werden geschwärzt, damit sie unentdeckt mit einer Gruppe schwarzer Flüchtlinge nach Cap Français reisen können. Mirabeau durchschaut die List und verfolgt sie bis in eine tiefe Schlucht. Lydia, Paul und Marie schaffen die Überquerung, während Albion ins Wasser springen muss. Lydia wird von d'Autremont und einem Trupp französischer Soldaten gerettet. Sie ist jedoch bestürzt bei dem Gedanken, dass Albion gestorben ist, als er sie beschützte. Albion wird von Toussaints Männern, darunter auch King Dick, gefunden und wieder gesund gepflegt.
In Cap Français stellt d'Autremont Lydia Pauline und LeClerc vor. Trotz Lydias Verachtung für die dekadente Pauline amüsiert sich die Aristokratin über ihre Abenteuer mit Albion. Mit der Zeit bietet LeClerc an, sich unter einer weißen Fahne mit Toussaint zu treffen, um die Friedensbedingungen zu besprechen. Lydia ist entsetzt, als LeClerc während des Treffens seinen Plan enthüllt, Toussaint gefangen zu nehmen. Albion rät zur gleichen Zeit in Toussaints Lager, nicht am Gespräch teilzunehmen. Toussaint stimmt zu und schickt Albion an seiner Stelle. D'Autremont, eifersüchtig auf Lydias Freude, Albion zu sehen, verlangt, dass er getötet wird. Pauline widerspricht und befiehlt stattdessen d'Autremont, Albion zum amerikanischen Konsul zu eskortieren. Im Hafen befreit King Dick Albion, während Toussaint, der von LeClercs Verrat erfährt, seine Soldaten schickt. Während die Kämpfe auf die Stadt übergreifen, geht Albion zum Stadthaus, um Lydia zu finden, ohne zu bemerken, dass er von d'Autremont verfolgt wird. Der wütende Franzose versucht, Albion zu erschießen, trifft aber stattdessen Paul und tötet ihn. Voller Trauer hält d'Autremont die Leiche seines Sohnes fest, während das Haus um ihn herum niederbrennt und Lydia mit Albion flieht. Als Albion mit Lydia zum Hafen eilt, trifft er auf King Dick, der mit einem Ruderboot auf sie wartet, um sie zum Schiff des Konsuls zu bringen. Sie danken King Dick für seine Hilfe und er fordert sie auf, eines Tages zurückzukehren, wenn Haiti seine Freiheit errungen hat.

## Hintergrund
Gedreht wurde der Film vom 11. bis Ende Juli 1951 auf der Fox Movie Ranch in Calabasas sowie in den Fox-Studios in Universal City.
Im September 1946 wurde berichtet, dass Twentieth Century-Fox in einer ungewöhnlichen Transaktion die Filmrechte an Kenneth Roberts‘ Roman erwarb, indem das Eigentum noch vor seiner Veröffentlichung zehn Jahre lang gepachtet wurde ohne überhaupt irgendwelche Abzüge gesehen zu haben. Der Vertrag wurde „der größte Blind-Deal seiner Art in der Geschichte der Branche“ genannt. Der Kaufpreis von 215.000 Dollar (2024: fast 1,5 Millionen Dollar) wurde vom Studio „auf der Grundlage einer eineinhalbseitigen Zusammenfassung“ der Geschichte gezahlt.
Produktionspläne wurden jedoch auf Eis gelegt, bis im Juni 1949 in einer Nachrichtenmeldung der Personalabteilung bekannt gegeben wurde, dass Sol C. Siegel den Film produzieren würde, der „vollständig in Jamaika und England mit gesperrten Finanzmitteln gedreht werden sollte“. Im November 1950 wurde Jules Schermer mit der Produktion beauftragt.
Ebenfalls im November 1950 wurde berichtet, dass Micheline Presle die Titelrolle spielen werde, zudem wurde spekuliert, dass Jean Simmons die Rolle erhalten werde. Studioberichten zufolge waren sowohl Linda Darnell als auch Susan Hayward für die Rolle der Lydia Bailey im Gespräch. Im April 1951 wurde bekannt gegeben, dass Tyrone Power in dem Film mitspielen werde, obwohl ein Artikel im Juni 1951 enthüllte, dass Power lieber beurlaubt worden sei, als eine Rolle in einem weiteren „Kostümfilm“ zu akzeptieren.
Obwohl der Film nicht vor Ort in Haiti gedreht wurde, sponsorte das Studio eine viertägige Pressekonferenz auf der Insel, bei der der Film seine Weltpremiere feierte und der Präsident des Landes Paul Eugène Magloire einen formellen Empfang und einen Ball für die Stars und Mitglieder des Landes ausrichtet.
J. Russell Spencer und Lyle R. Wheeler oblag die künstlerische Leitung. Paul S. Fox und Thomas Little waren für das Szenenbild zuständig, William Travilla für die Kostüme. Verantwortliche Toningenieure waren Harry M. Leonard und E. Clayton Ward. Ray Kellogg und Fred Sersen schufen die visuellen Effekte. John DeCuir arbeitete als Illustrator, Robert D. Webb als Regisseur der Second Unit. Musikalischer Direktor war Lionel Newman.

## Synchronisation
| Rolle                | Schauspieler     | Deutscher Synchronsprecher |
| -------------------- | ---------------- | -------------------------- |
| Albion Hamlin        | Dale Robertson   | Wolfgang Lukschy           |
| Col. d'Autremont     | Charles Korvin   | Friedrich Joloff           |
| King Dick            | William Marshall | O. E. Hasse                |
| Gen. LeClerc         | Luis van Rooten  | Clemens Hasse              |
| Mirabeau             | Roy Glenn        | Eduard Wandrey             |
| Adjutant             | Jay Brooks       | Erich Poremski             |
| Toussaint Louverture | Ken Renard       | Alfred Balthoff            |

Anmerkung: Die kursiv geschriebenen Namen sind Rollen und Darsteller, die nicht im Abspann erwähnt wurden.

## Veröffentlichung
Die Premiere des Films fand am 4. Mai 1952 in Port-au-Prince auf Haiti statt. Die US-Premiere erfolgte am 30. Mai in New York. In der Bundesrepublik Deutschland kam er am 15. August 1952 in die Kinos, in Österreich im Dezember 1952 unter dem Titel Aufstand auf Haiti.

## Kritiken
A. H. Weiler von der The New York Times befand, weder der Autor Roberts noch die Szenaristen waren daran interessiert, Fakten zu dokumentieren. So gelinge es diesem historischen Abenteuerfilm, das nur gelegentlich auf die Geschichte verweise, ein flottes, verwegenes Märchen zu sein.
Bob Thomas schrieb im Santa Cruz Sentinel, wenn man ihn nicht zu ernst nehme, könne der Film Spaß machen, da es jede Menge Action und Farbe gebe.
Der Kritiker des TV Guide sah einen üppig in Technicolor fotografierten Film, der eine beschnittene, aber unterhaltsame Adaption des epischen Romans von Kenneth Roberts sei. Robertson spiele die Hauptrolle angemessen schneidig, obwohl Francis für ihre Rolle zu jung zu sein scheine. Besonders die Schlusssequenzen seien gut zusammengestellt und sehr spannend.
Das Lexikon des internationalen Films schrieb: „Gehobener Abenteuerfilm mit Spannung und Romantik; inszeniert in üppigen Farben.“
Die Filmzeitschrift Cinema befand ähnlich: „Romantisches Abenteuer in prächtigen Farben.“